# Salvador Macip i Maresma
Salvador Macip i Maresma   (Blanes, 18 de desembre de 1970) és un metge, investigador i escriptor català.

## Biografia
Va estudiar Medicina a la Universitat de Barcelona (1988-1994), on també es va doctorar en Genètica Molecular i Fisiologia Humana (1998). Entre finals del 1998 i principis del 2008, va treballar a l'hospital Mount Sinai de Nova York, fent recerca oncològica i sobre l'envelliment cel·lular. Des del 2008 continua aquestes investigacions al Mechanisms of Cancer and Ageing Lab que dirigeix a la Universitat de Leicester, Regne Unit, on és catedràtic de medicina molecular del departament de Biologia Molecular i Cel·lular. El 2020 es va unir, també, com a professor i investigador a la Universitat Oberta de Catalunya, i va passar a ser-ne catedràtic el 2022. Des de principis del 2023, n'és el Director dels Estudis de Ciències de la Salut. Del 2023 al 2025 va dirigir un laboratori de recerca a l'Institut de recerca conta la leucèmia Josep Carreras. El 2025 va unir-se al BarcelonaBeta Brain Research Center de la Fundació Pasqual Maragall per dirigir el grup d'investigació en biologia de la neurodegeneració i l'envelliment. Els seus estudis han contribuït, entre altres coses, a definir nous tractaments per a la leucèmia i dissenyar fàrmacs per frenar l'envelliment. Té TEA i TDAH.
El 1995 va quedar finalista del XIX Premio Antonio Machado amb el conte La bèstia amagada (publicat al recull Los mosquetones ebrios y otros relatos i, després, a Quina gran persona!). La seva primera novel·la, Mugrons de titani, coescrita amb Sebastià Roig, va guanyar el premi Vall d'Albaida el 2005. El 2006 va guanyar el VII premi Vila d'Almassora amb el recull de contes Quina gran persona! La seva segona novel·la en solitari, El joc de Déu, va obtenir el Premi Ictineu (a la millor novel·la escrita en català), premi que també va obtenir pels contes Plàstic (2019) i Revolucionaris (2022). El 2010 va guanyar el premi Joaquim Ruyra per Ullals, coescrita de nou amb Sebastià Roig, novel·la de la qual ell mateix en va escriure el guió per a l'adaptació cinematogràfica. El 2012 va guanyar el 1r Premi Carlemany de Foment de la Lectura amb la novel·la Hipnofòbia i el 2016, el Ramon Muntaner per Herba Negra. Els seus llibres han estat traduïts al castellà, al francès, a l'italià, a l'alemany, a l'anglès, al coreà, al xinès, al persa, al portuguès i al gallec. Ha proclamat que no creu en l'etiqueta de "literatura juvenil" i que prefereix fer servir crossover per definir les seves novel·les que també poden interessar a un públic adolescent.
En el camp de la divulgació científica, ha guanyat el XIX Premi Europeu de Divulgació Científica i el XIX Premio Nacional de Edición Universitaria (ambdós per Jugar a ser déus), va portar un blog de divulgació per a El Mundo (2009-2011) i actualment escriu regularment per a El Periódico i l'Ara. Va fer la secció de ciència del programa de ràdio Via lliure de RAC 1 entre 2010 i 2014 i des del 2016 col·labora al programa "El Balcó" de la Cadena SER. El 2024 va presentar, escriure i codirigir el programa de divulgació infantil del SX3 Escolta el teu cos.
Va ser un dels membres fundadors de la SCCFF. Des del 2005 escriu el blog personal bloGuejat, una entrada del qual figura en el llibre La catosfera literària 08. Des del 2013 al 2020 va ser jurat del Premi Lletra d'Or. El 2019, va fer el pregó de la Festa Major de Blanes. El 2022, va ser el convidat d'honor a la CatCon. Des del 2022, és el comissari del Festival Empíric de Ciència i Literatura que se celebra a Cerdanyola. També toca la guitarra amb el grup d'escriptors Malalletra.

## Premis literaris
- XII Vall d'Albaida (2005) per Mugrons de titani, amb Sebastià Roig.[22]
- VII Premi Vila d'Almassora (2006) per Quina gran persona!.[23]
- XXXVIIè Premi Joaquim Ruyra (2010) per Ullals, amb Sebastià Roig.[24]
- IIIer Premi Ictineu a la millor novel·la en català (2011) per El joc de Déu.
- Ier Premi Carlemany per al Foment de la Lectura (2012) per Hipnofòbia.[25]
- XIX Premi Europeu de Divulgació Científica Estudi General (2013) per Jugar a ser déus, amb Chris Willmott.[26]
- XIX Premio Nacional de Edición Universitaria a la millor obra de divulgació científica (2016) per Jugar a ser dios, amb Chris Willmott.[27]
- XXXIè Premi Ramon Muntaner (2016) per Herba Negra, amb Ricard Ruiz Garzón.[28]
- IV Premi Imperdible a millor llibre fantàstic escrit en català (2017) per Herba negra, amb Ricard Ruiz Garzón.
- XIè Premi Ictineu al millor conte en català (2019) per Plàstic.
- XIVè Premi Ictineu al millor conte en català (2022) per Revolucionaris.[29]
- Premi Jaume Aiguader i Miró de l'Acadèmia de Ciències Mèdiques (2025) per El secret de la vida eterna.[30]

## Llibres publicats
Novel·la
- Cicle de la manipulació
  - El rei del món. Columna, 2007.[31]
  - El joc de Déu. Bromera, 2010.[31]
  - Hipnofòbia. Proa, 2012.[32]
- Cicle de l'emigrant
  - Els finals no arriben mai de sobte. Enciclopèdia, 2019.

- Altres
  - Mugrons de titani (amb Sebastià Roig). Bromera, 2005.[31]
  - La reina de diamants (amb Sebastià Bennasar, Lluís Llort i Marc Moreno). Llibres del Delicte, 2014.[33]
  - Doble vida (amb Àngels Bassas), Columna, 2022.[34]

- Crossover
  - Ullals (amb Sebastià Roig). La Galera, 2011.[31]
  - Els límits de la vida (amb David Bueno i Eduard Martorell). La Galera, 2014.[35]
  - Herba Negra (amb Ricard Ruiz Garzón). Fanbooks, 2016.
  - Doble Mortal (amb Elisenda Roca). Fanbooks, 2017.
  - Fills de la setena onada.
    - Fills de la setena onada. Fanbooks, 2018.[36]
    - Tots els símbols de la por. Fanbooks, 2019.[37]

  - Janowitz (amb Ricard Ruiz Garzón). Fanbooks, 2021.

Narrativa breu
- Quina gran persona! Herois quotidians i savis maldestres. Brosquil, 2007.[31]
- Una porta s'obrirà (amb Manel Esteller). Pagès, 2021.[38]

Infantil
- Les aventures d'Oriol i Tururut (il·lustracions de Sylvie Muzard).
  - Arno et Tururut. Les Intouchables, 2006.[39] (Oriol i Tururut, Cruïlla, 2007).[40]
  - L'anniversaire. Les Intouchables, 2006.[41]
  - Au zoo. Les Intouchables, 2006.[42]
- Les aventures d'en Biel i en Picapoc (il·lustracions de Carme Sala).
  - Cinc dies en un altre planeta. La Galera, 2013.[43]
  - Cinc setmanes de colònies. La Galera, 2016.
  - Cinc minuts tard, La Galera, 2020.
- El secret de la banya embruixada (amb Sebastià Roig). Animallibres, 2015.[44]
- Sóc un animal (amb Lluís Llort, il·lustracions de Sergi Càmara).
  - Un viatge inesperat. Barcanova, 2015.
  - L'Arman i la fàbrica podrida. Barcanova, 2015.
  - Missió (gairebé) impossible. Barcanova, 2016.
  - Rescat a Katxatxof. Barcanova, 2018.
- Dins la capsa meravellosa (il·lustracions d'Emilio Urberuaga). Flamboyant, 2018.
- La maleta de la memòria (amb Àngels Bassas, il·lustracions de Lluís Farré). Cruïlla, 2019.
- Escolta el teu cos (amb Irene Blay). Bindi books, 2024.

No-ficció
- Immortals, sans i perfectes. Edicions 62, 2008.[31]
- Les grans epidèmies modernes. La Campana, 2010.[31]
- Milloringlix (amb Carles Roca-Font). Bromera, 2011.[45]
- Què és el càncer i perquè no hem de tenir-li por. Ara llibres, 2012.[46]
- Jugar a ser déus (amb Chris Willmott). Bromera, 2014.[47]
- ¿Es posible frenar el envejecimiento? Materia, 2016.[48]
- Enemigos microscópicos. Materia, 2016.[48]
- Ramón y Cajal. Ara i aquí. Angle, 2016.[49]
- 100 preguntes sobre el càncer (amb Daniel Closa). Cossetània, 2018.
- Viurem per sempre? (amb Chris Willmott). Eumo, 2020.
- Lliçons d'una pandèmia. Anagrama, 2021.[50]
- Què ens fa humans? Arcàdia, 2022.[51]
- El secret de la vida eterna (amb Maner Esteller). Rosa dels vents. 2023[52]
- La vida als extrems. Arcàdia, 2024.

Contribucions en antologies
- Los mosquetones ebrios y otros relatos. Fundación de los Ferrocarriles Españoles, 1995.[53]
- Els fills del Capità Verne. Pagès editors, 2005.[54]
- La catosfera literària 08. Cossetània, 2008.[55]
- Tot està per fer i tot és possible (El llibre de la Marató). Ara llibres, 2012.[56]
- Científics lletraferits. Mètode, 2014. Co-editada amb Jordi de Manuel.[57]
- Punts de fuga. Males Herbes, 2015.[58]
- Relats curts d'un llarg viatge. El Periódico, 2017.[59]
- Assassins de Girona. Llibres del Delicte, 2017.
- Versos contra la violència. Onada, 2017.
- Paper cremat. Apostroph, 2020.
- Delinqüents. Llibres del Delicte, 2021.[60]
- Somia Philip Marlowe amb xais elèctrics? Crims.cat, 2021.[61]
- Barcelona 2059. Ciutat de posthumans. Mai més, 2021.[62]
- Vapor negre. Barcelona steampunk 1911. Crims.cat, 2023.[63]